# Gymnopogon foliosus
Gymnopogon foliosus är en gräsart som först beskrevs av Carl Ludwig von Willdenow, och fick sitt nu gällande namn av Christian Gottfried Daniel Nees von Esenbeck. Gymnopogon foliosus ingår i släktet Gymnopogon och familjen gräs. Inga underarter finns listade i Catalogue of Life.